# Coris aygula
Coris aygula är en fiskart som beskrevs av Lacepède, 1801. Coris aygula ingår i släktet Coris och familjen läppfiskar. IUCN kategoriserar arten globalt som livskraftig. Inga underarter finns listade i Catalogue of Life.